# Château de Chandioux
Le château de Chandioux ou château de Champdioux est situé à Maux, en France.

## Localisation
Le château est situé sur la commune de Maux, située dans le département de la Nièvre en région Bourgogne-Franche-Comté.

## Description
Le château est à l'état de ruine.

## Historique
La construction date principalement des XIVe siècle et XVe siècle.
Aujourd'hui, il est la propriété de Patrick et Josette Allaire, au cœur des 110 ha de terres rachetées par le père de Patrick Allaire en 1964, qui s'est installé dans la Nièvre depuis sa Bretagne natale pour devenir éleveur de charolaises.

## Inscription aux monuments historiques
Il est inscrit aux monuments historiques en 1970.